# الخوض القديمة (السيب)
الخوض القديمة منطقة سكنية تقع في ولاية السيب، التابعة لمحافظة مسقط في سلطنة عمان. يقدر عدد سكانها بـ 2287 نسمة حسب إحصاء عام 2010 التابع للمركز الوطني للإحصاء والمعلومات الحكومي. رمز المنطقة هو 10530130.

## الوصلات الخارجية
- المركز الوطني للإحصاء والمعلومات، سلطنة عمان